# Crannog

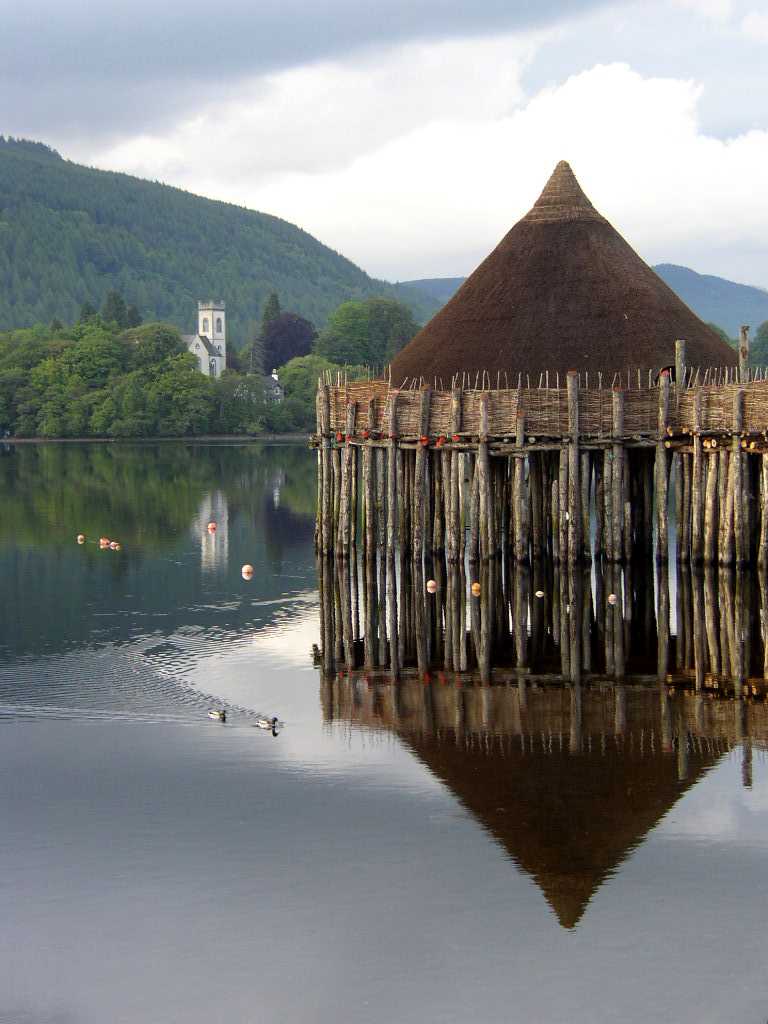
Crannog reconstruït al Loch Tay

Un crannog (també anomenat crannóg o crannoge) és el nom donat a Escòcia i a Irlanda a una illa natural o  artificial emprada per a l'habitatge. El nom també és emprat per a les plataformes de fusta construïdes sobre les aigües poc profundes dels llacs, principalment durant el Neolític. Tanmateix, ens han arribat pocs vestigis d'aquestes construccions.
El nom vindria del gaèlic irlandès crann, que significa 'arbre'.
El proveïment d'aliments, amb el peix, i el sentiment de seguretat semblen haver estat les raons de l'ocupació dels crannogs. Al crannog, s'hi podia arribar des de la riba mitjançant un passatge fet de pedra, o fins i tot un pontó de fusta. Una exemple de crannog es troba al Centre del crannog escocès (Scottish Crannog centre), al Loch Tay.
L'illot d'Eilean Domhnuill sobre l'illa de North Uist seria el crannog més antic, datat del Neolític cap a 3800-3200 aC. Molts crannogs haurien estat emprats d'ençà l'edat del ferro fins al començament de l'edat mitjana, al mateix temps que els brochs i els duns.
La concentració més gran de crannogs a Escòcia s'ha trobat a la regió de Dumfries and Galloway. Tanmateix, se n'han trobat nombrosos als Highlands, així com a Irlanda.
Els crannogs han estat reconstruïts i són visibles a Craggaunowen, a Irlanda i sobre el Loch Tay, a Escòcia. A Lisnacrogher (comtat d'Antrim, Irlanda), descobert al segle xix, s'hi va trobar una important col·lecció de materials de la cultura de La Tène, particularment fundes d'espasa típiques de l'art celta.

## Construcció
La construcció d'un crannog prehistòric comença sobre una petita illa o sobre un baix situat sobre un llac o a una zona pantanosa. En aquest indret, s'hi planten els peus de roure, formant un cercle d'aproximadament 60 metres de diàmetre. Els peus són ajuntats per branques entrellaçades i canyís. L'interior d'aquest conjunt és aleshores omplert, en principi de troncs d'arbres, després de branques, de pedres, d'argila, de torba i altres materials procedents de la terra. Al centre, s'hi construeix una gran llar amb l'ajut de pedres planes i s'hi fa un habitatge de fusta construït al voltant. De vegades, diversos habitatges eren construïts sobre un únic crannog.
La fortificació prehistòrica, l'ocupava una família o una tribu, i l'accés s'hi feia sovint amb l'ajut d'una piragua. Tanmateix, molts d'aquests crannogs eren connectats a terra ferma mitjançant voreres de pedres o de fusta, de vegades construïdes just sota el nivell de l'aigua, i permetien així una major seguretat de cara a eventuals intrusos. Als crannogs, s'hi han trobat també ossaments de bestiar, cérvols i de porcs.